# Idioma mohawk
El idioma mohawk (autoglotónimo: kanien’kéha) es la lengua tradicional del pueblo mohawk. Pertenece a la familia de las lenguas iroquesas y tiene unos 3.000 hablantes en Estados Unidos y Canadá.
En Akwesasne existe una escuela primaria donde se enseña este idioma a los niños; los padres también están tratando de revigorizar este idioma. Un lingüista que ha realizado grandes aportes al respecto es Mark Baker.

## Dialectos
El mohawk tiene 3 dialectos principales: Occidental (6 Naciones y Tyendinaga), Central (Ahkwesáhsne), y Oriental (Kahnawà:ke y Kanehsatà:ke); las diferencias entre ellas es en la larga. Esto se relaciona al pueblo mohawk en el siglo XVIII. La pronunciación de la /r/ es fuerte en todos los dialectos.
|         | Fonología subyacente | Occidental  | Central     | Oriental   |
| ------- | -------------------- | ----------- | ----------- | ---------- |
| '7'     | /tsjata/             | [ˈʤaːda]    | [ˈʤaːda]    | [ˈʣaːda]   |
| '9'     | /tjohtu/             | [ˈdjɔhdũ]   | [ˈɡjɔhdũ]   | [ˈʤɔhdũ]   |
| 'agua'  | /kjaʔtʌʔs/           | [ˈɡjàːdʌ̃ʔs] | [ˈɡjàːdʌ̃ʔs] | [ˈʤàːdʌ̃ʔs] |
| 'perro' | /erhar/              | [ˈɛrhar]    | [ˈɛlhal]    | [ˈɛrhar]   |

## Fonología
El fonema va seguido (usando la AFI). Su representación fonológica es en /slashes/, y en la ortografía mohawk estándar.

### Consonantes
Una interesante característica de la fonología del mohawk es que no existen consonantes labiales, excepto en aportaciones del francés y del inglés, donde se usan [m] y [p] (mátsis matches y aplám Abraham); Estos sonidos son adiciones tardías a la fonología del mohawk y se introdujeron después de la colonización europea. La palabra "mohawk" es un exónimo.
|             | Dental | Palatal | Velar | Glotal |
| ----------- | ------ | ------- | ----- | ------ |
| Nasal       | n      |         |       |        |
| Oclusiva    | t      |         | k     | ʔ      |
| Africada    |        | d͡ʒ      |       |        |
| Fricativa   | s      |         |       | h      |
| Aproximante | l      | j       | w     |        |
| Vibrante    | r      |         |       |        |

### Vocales
|         | Anterior | Central | Posterior |
| ------- | -------- | ------- | --------- |
| Cerrada | i        |         | ũ         |
| Media   | e        | ʌ̃       | o         |
| Abierta |          | a       |           |

i, e, a, y o son vocales no nasales, mientras que ʌ̃ y ũ (Véase también AFI Alfabeto Fonético Internacional) son vocales nasalizadas; las versiones no nasalizadas de ʌ̃ y ũ no ocurren en el lenguaje.